# Zinnaer Klosterbruder

Logo der Likörmarke Zinnaer Klosterbruder

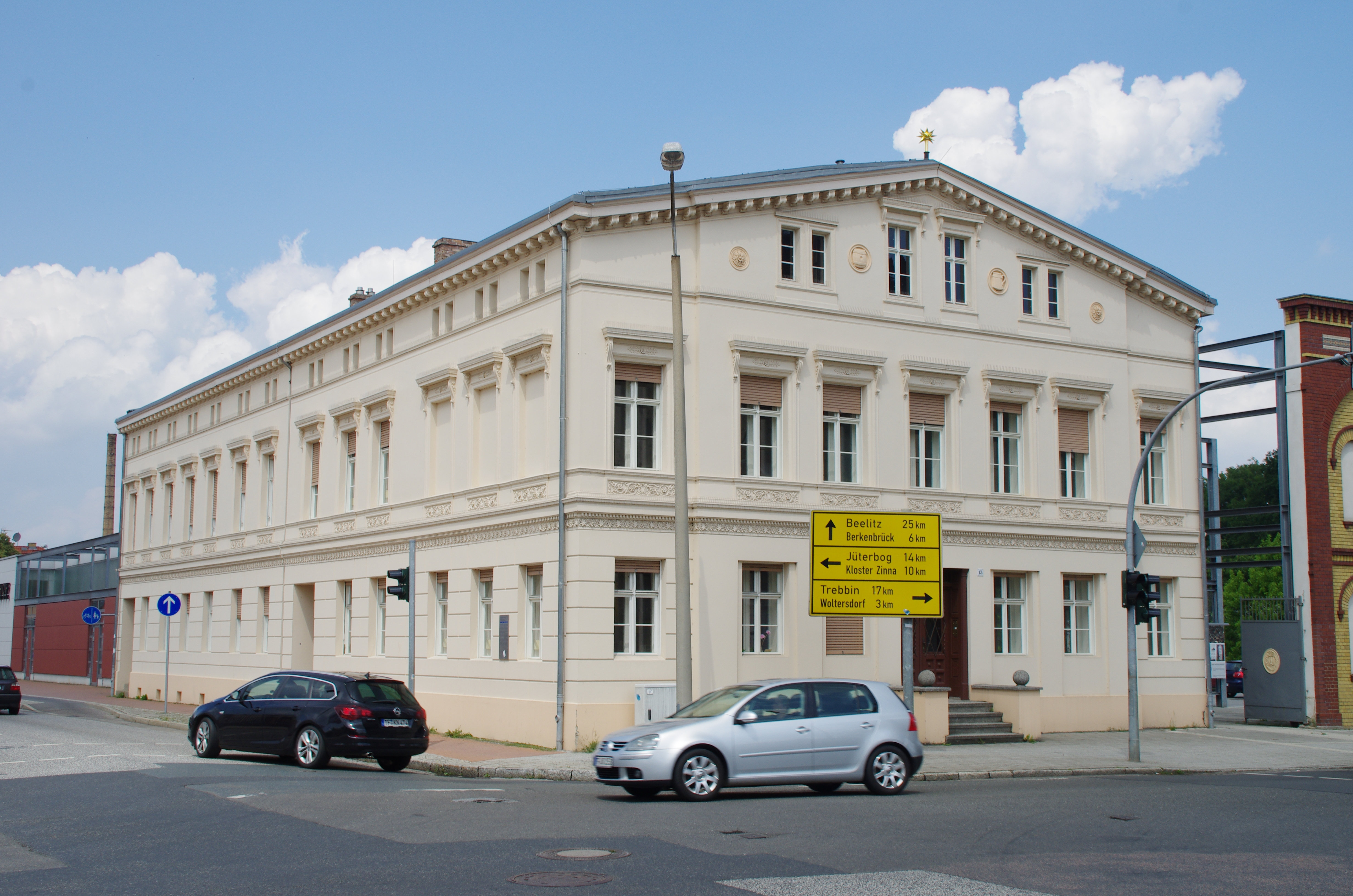
Wohn- und Büro-Gebäude der ehemaligen Brennerei Falckenthal

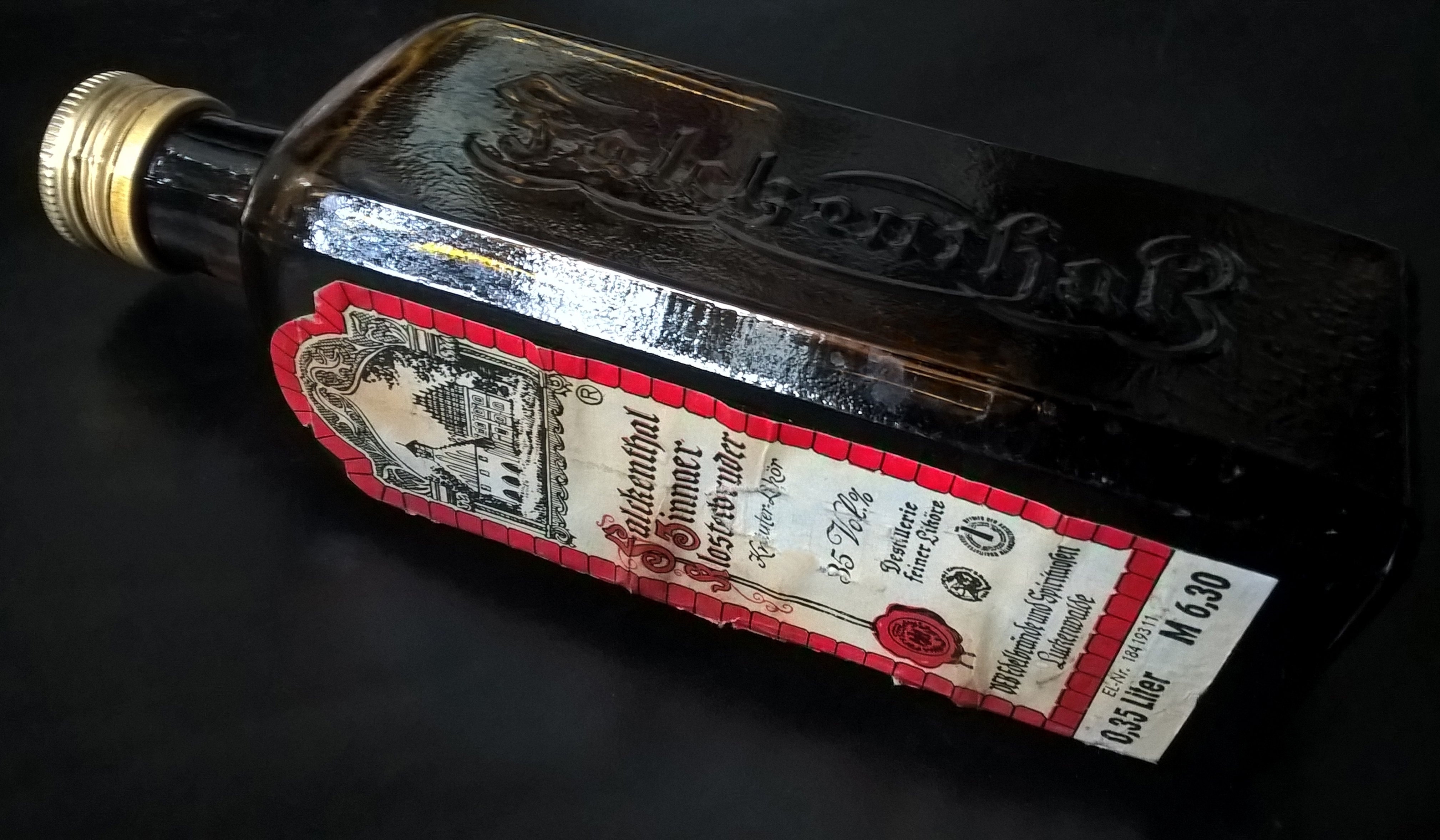
Falckenthal Zinnaer Klosterbruder Kräuterlikör 35 Volumen 0,35 l - 6 Mark 30 der DDR vom VEB Edelbrände und Spirituosen Luckenwalde - um 1975

Zinnaer Klosterbruder ist ein süßer Kräuterlikör (Halbbitter mit 35 Volumenprozent Alkoholanteil).
Hergestellt wurde er seit 1759 von dem Gastwirt Johann Christian Falckenthal in Luckenwalde, später Brennerei C.W. Falckenthal Söhne. Der Überlieferung zufolge ging er auf ein Rezept eines Mönchs des früheren Kloster Zinna im heutigen Landkreis Teltow-Fläming in Brandenburg zurück. Die Familie Falckenthal betrieb neben der Spirituosenfabrik zeitweise auch ein Bankunternehmen und gehörte zum Bürgertum der Stadt Luckenwalde. Nach 1911 findet die Witwe Falckenthal im Jahrbuch der Millionäre von Preußen Erwähnung.
In der DDR wurde 1952 der Betrieb als VEB Edelbrände und Spirituosen Luckenwalde (ab den 1980er Jahren im Kombinat Spirituosen, Wein und Sekt) verstaatlicht. Ab 1990 führte die von der Familie gegründete Nachfolgefirma Falckenthal Spirituosen GmbH die Produktion weiter. Seit 1997 wird die Kräuteressenz für den Likör in einer Besuchern zugänglichen Schaudestille in der historischen Anlage des Klosters Zinna hergestellt, während der Likör in verschiedenen Brennereien, u. a. 2010 bis 2015 in Zahna produziert wurde. Die Zinnaer Klosterspirituosen GmbH war von 1995 bis Ende Mai 2010 ein Tochterunternehmen der Berentzen-Gruppe und gehörte seit Juni 2010 zur Drinks & Food Vertriebs GmbH. Seit 1. März 2019 gehört die Marke der Brennerei August Ernst in Bad Oldesloe. Die Abfüllung erfolgt seitdem im Tochterunternehmen Friedrich Specht Söhne GmbH in Meerane (Sachsen).
Die ehemalige Brennerei in der Trebbiner Str. 15 in Luckenwalde wurde 2006 teilweise abgerissen. Das ehemalige Hauptgebäude steht unter Denkmalschutz.